# Эд Эрпен Буржский
Эд Эрпен (Одо Арпинус; фр. Eudes Herpin, Odo Arpinus; умер в 1109, Клюни) — виконт Буржа в 1090—1101 годах, сеньор де Ден, крестоносец.
Сын Юмбера (Эмбо) де Ден.
Не позднее 1090 года женился на Маго (Матильде) де Сюлли, старшей дочери Жиллона (Жиля) II, сеньора де Сюлли, и его жены Эдельбурги Буржской, дочери виконта Буржа Жоффруа IV.
Маго унаследовала виконтство Бурж после смерти отца (1096) и матери (1098), и Эд Эрпен стал виконтом по правам жены.
В 1101 году он отправился в крестовый поход в составе войска аквитанского герцога Гильома IX. Перед этим он заложил (или продал) виконтство Бурж королю Филиппу I за небольшую сумму в 60 тысяч су.
После взятия Цезареи (в том же году) получил её в лен от иерусалимского короля (эта информация не имеет точного документального подтверждения).
В 1102 году во второй битве при Рамле Эд Эрпен попал в плен. Был освобождён при посредничестве византийского императора Алексея I.
На обратном пути Эд Эрпен получил в Риме аудиенцию у папы Пасхалия II и по его совету постригся в монахи в монастыре Клюни.